# Angajat

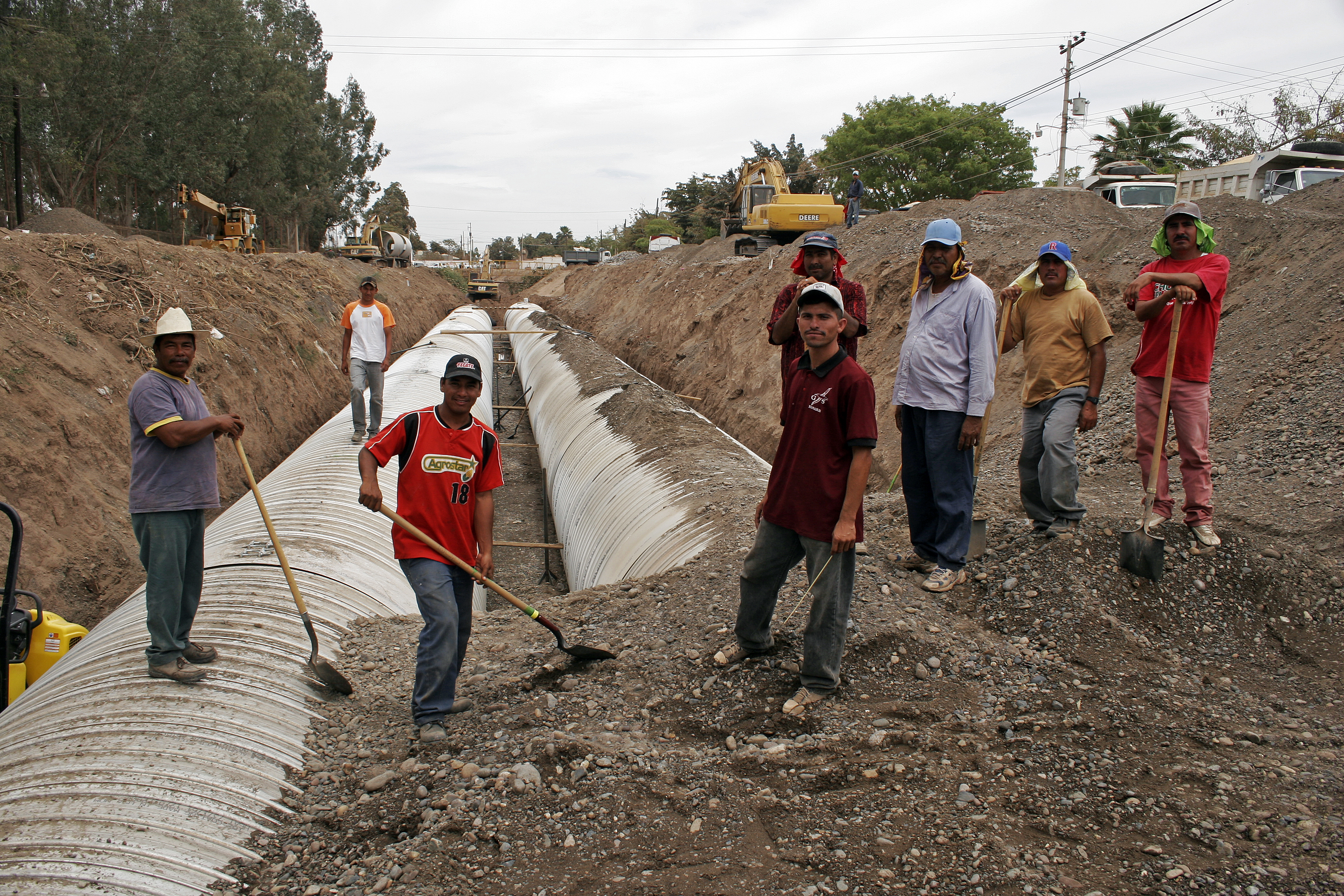
Angajați mexicani în timpul serviciului

Angajatul este o persoană încadrată într-un loc de muncă. Acesta oferă servicii de obicei la o companie, în schimbul unei remunerații.